# Nowa Wróblina

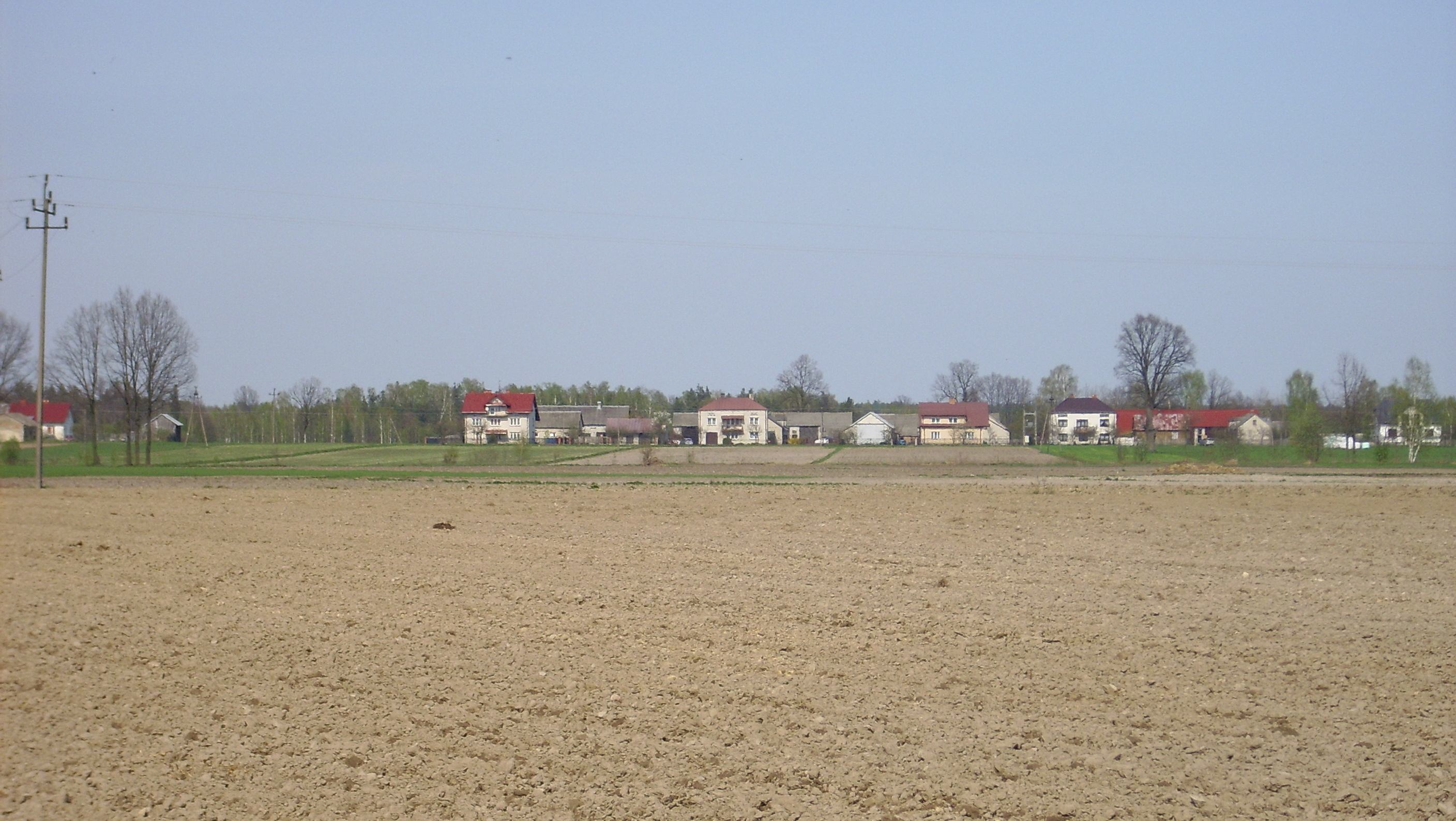

Nowa Wróblina [pronunciación en polaco: /ˈnɔva vruˈblina/] es un pueblo ubicado en el distrito administrativo de Gmina Stanin, dentro del Condado de Łuków, Voivodato de Lublin, en Polonia oriental. Se encuentra aproximadamente a 4 kilómetros al sur de Stanin, a 16 kilómetros al suroeste de Łuków, y a 70 kilómetros al norte de la capital regional Lublin.